# 地球の男にあきたところよ
『地球の男にあきたところよ〜阿久悠リスペクト・アルバム』（ちきゅうのおとこにあきたところよ あくゆうリスペクト・アルバム）は、阿久悠の「没後10年、作詞家50年、生誕80年」を記念して、日本の各レコード会社が行った合同企画「阿久悠メモリアル・ソングス」とタイミングを合わせ、2017年11月15日にビクターエンタテインメントから発売された、トリビュート・アルバム。オリジナルとは異なる歌手たちによる歌唱が収録され、冒頭には未発表詞「いずこ～ふたたび歌を空に翔ばそう」のピアノ伴奏に載せた朗読、最後に未発表の歌詞に吉田拓郎が新たに曲をつけた「この街」が収録されている。アルバム・タイトル「地球の男にあきたところよ」は「UFO」の歌詞の一部である。

## トラックリスト
各行末の括弧書きは、（作曲者/オリジナル盤の歌手）。★印は既存音源の流用。
1. いずこ 〜ふたたび歌を空に翔ばそう - 朗読：リリー・フランキー、ピアノ：奥田弦
2. UFO - 柏木由紀&渡辺麻友（AKB48） - （都倉俊一/ピンク・レディー）
3. 勝手にしやがれ - 福山雅治★ - （大野克夫/沢田研二）
4. ジョニィへの伝言 - 新妻聖子 - （都倉俊一/ペドロ&カプリシャス）
5. また逢う日まで - クレイジーケンバンド - （筒美京平/尾崎紀世彦）
6. あの鐘を鳴らすのはあなた - 德永英明★ - （森田公一/和田アキ子）
7. ロマンス - 田村芽実 - （筒美京平/岩崎宏美）
8. 青春挽歌 - 曽我部恵一 - （筒美京平/かまやつひろし）
9. たそがれマイ・ラブ - 斉藤和義 - （筒美京平/大橋純子）
10. 舟唄 - 浜田真理子 - （浜圭介/八代亜紀）
11. 時代おくれ - 玉置浩二★ - （森田公一/河島英五）
12. 熱き心に - 森進一★ - （大瀧詠一/小林旭）
13. この街 - 林部智史 - （吉田拓郎/ - ）